# Коккайнар (Илийский район)
Коккайнар (каз. Көкқайнар) — село в Илийском районе Алматинской области Казахстана. Входит в состав Ащибулакского сельского округа. Код КАТО — 196833300. Коккайнар, имеет 1 озеро на территории и 2 возле территории. Так же присутствует роща в несколько км. Село начало развиваться в 2018-2019 году. 

## Население
В 1999 году население села составляло 1740 человек (904 мужчины и 836 женщин). По данным переписи 2009 года, в селе проживало 2540 человек (1258 мужчин и 1282 женщины).

## Административное деление
В состав села Коккайнар входит 24 дачных массива: «Нур Атакент» ; «Нур Атакент» ; «Шар-Тас» ; «Женис-Тау» ; «Береке» ; «Ветеран» ; «Кун Шуак» ; «Жомарт» ; «Место под солнцем-1» ; «Акжол Садовод» ; «Место под солнцем» ; «Жаркын жастар» ; «Нарима-1» ; «Место под солнцем-2» ; «Батыр» ; «Жер Ана» ; «Генофонд» ; «Шолпан» ; «Юрист» ; «Тилектес» ; «Достык 2030» ; «Болашак садовод» ; «Гулары».

## Общественные заведения
В середине 2018 года, в селе открылся ресторан, который популярен среди местных жителей.